# 翠绿辉尾蜂鸟
翠绿辉尾蜂鸟（学名：Metallura williami），是雨燕目蜂鸟科的一种鸟类。
翠绿辉尾蜂鸟体重约4.5克，翼长约57.5毫米，嘴峰长约16.2毫米，喙宽度约1.6毫米，喙厚度约1.5毫米，跗蹠长约5.9毫米，尾长约37.6毫米。翠绿辉尾蜂鸟在其分布区内为留鸟，其栖息在开放的高大树木组成的森林中，食性为草食性，主要食物来源是植物的花蜜。

## 亚种
- ：分布于哥伦比亚中北部的安第斯山脉地区。
- ：分布于哥伦比亚中部的安第斯山脉地区。
- ：分布于哥伦比亚南部和厄瓜多尔北部的东安第斯山脉地区。
- ：分布于厄瓜多尔南部的安第斯山脉地区。[4]